# A rendszerminőségi jellemzők listája
A rendszermérnökségen belül a minőségi attribútumok megvalósított, nem funkcionális követelmények, amelyeket egy rendszer teljesítményének értékelésére használnak. Ezeket olykor építészeti jellemzőknek vagy „-ilitás” végződésű tulajdonságoknak nevezik, mivel sokuk neve ezzel az utótaggal végződik. Ezek általában építészetileg jelentős követelmények, amelyek építészek figyelmét igénylik.
A szoftverarchitektúrában ezeket a hozzárendelt követelményeket „architektúrai jellemzőknek” vagy nem funkcionális követelményeknek nevezik. Fontos megjegyezni, hogy a szoftverarchitektusok feladata összehangolni ezeket az attribútumokat az üzleti célokkal és a felhasználói elvárásokkal. Érdemes megemlíteni, hogy a szoftverarchitektúra-összetevők közötti szinkron kommunikáció szoros kapcsolatot alakít ki közöttük, és ugyanazokkal az architektúra-jellemzőkkel kell rendelkezniük.

## Minőségi tulajdonságok
Jelentős minőségi jellemzők a következők:
- elérhetőség (accessibility)
- elszámoltathatóság (accountability)
- pontosság (accuracy)
- alkalmazkodóképesség (adaptability)
- adminisztrálhatóság (administrability)
- megfizethetőség (affordability)
- agilitás (agility)
- auditálhatóság (auditability)
- önállóság (autonomy)
- rendelkezésre állás (availability)
- kompatibilitás (compatibility)
- összeállíthatóság / komponálhatóság (composability)
- bizalmasság (confidentiality)
- konfigurálhatóság (configurability)
- kényelmesség (convenience)
- helyesség (correctness)
- hitelesség (credibility)
- testreszabhatóság (customizability)
- hibakereshetőség (debuggability)
- romlási képesség / fokozatos leépülés (degradability)
- meghatározhatóság (determinability)
- bemutathatóság (demonstrability)
- megbízhatóság (dependability)
- telepíthetőség (deployability)
- felfedezhetőség (discoverability)
- eloszthatóság (distributability)
- tartósság (durability)
- hatásosság (effectiveness)
- hatékonyság (efficiency)
- rugalmasság (elasticity)
- fejleszthetőség (evolvability)
- kiterjeszthetőség (extensibility)
- hibamentes megjelenés (failure transparency)
- ismerősség (familiarity)
- hibatűrés (fault-tolerance)
- hűség (fidelity)
- rugalmasság / alkalmazkodóképesség (flexibility)
- ellenőrizhetőség (inspectability)
- telepíthetőség (installability)
- integritás (integrity)
- interaktivitás (interactivity)
- kölcsönös felcserélhetőség (interchangeability)
- együttműködési képesség (interoperability)
- intuitivitás (intuitiveness)
- megtanulhatóság (learnability)
- lokalizálhatóság (localizability)
- karbantarthatóság (maintainability)
- menedzselhetőség (manageability)
- mobilitás (mobility)
- módosíthatóság (modifiability)
- modularitás (modularity)
- megfigyelhetőség (observability)
- működtethetőség (operability)
- ortogonalitás (orthogonality)
- hordozhatóság (portability)
- precizitás (precision)
- előre jelezhetőség (predictability)
- folyamatképességek (process capabilities)
- előállíthatóság (producibility)
- bizonyíthatóság (provability)
- helyreállíthatóság (recoverability)
- redundancia / tartalékolás (redundancy)
- relevancia (relevance)
- megbízhatóság (reliability)
- javíthatóság (repairability)
- ismételhetőség (repeatability)
- reprodukálhatóság (reproducibility)
- reziliencia / ellenállóképesség (resilience)
- válaszkészség (responsiveness)
- újrahasznosíthatóság (reusability)
- robosztusság / szívósság (robustness)
- biztonság (safety)
- skálázhatóság (scalability)
- zökkenőmentesség (seamlessness)
- önfenntarthatóság (self-sustainability)
- szervizelhetőség / támogathatóság (serviceability/supportability)
- biztosítható biztonság (securability)
- egyszerűség (simplicity)
- stabilitás (stability)
- szabványoknak való megfelelés (standards compliance)
- túlélőképesség (survivability)
- fenntarthatóság (sustainability)
- testreszabhatóság (tailorability)
- tesztelhetőség (testability)
- időbeliség (timeliness)
- nyomon követhetőség (traceability)
- átláthatóság (transparency)
- általános jelenlét / mindenütt jelenvalóság (ubiquity)
- érthetőség (understandability)
- frissíthetőség (upgradability)
- használhatóság (usability)
- sebezhetőség (vulnerability)

Ezen minőségi attribútumok közül sok az adatminőségre is alkalmazható.

## Gyakori részhalmazok
- A megbízhatóságot, a rendelkezésre állást, a szervizelhetőséget, a használhatóságot és a telepíthetőséget együttesen RASUI-nak nevezzük.
- A szoftverkövetelményekkel kapcsolatban a funkcionalitást, a használhatóságot, a megbízhatóságot, a teljesítményt és a támogathatóságot együttesen FURPS- nak nevezik.
- A működő szoftverek agilitása hét architektúrával összefüggő tulajdonság összessége: hibakeresés, bővíthetőség, hordozhatóság, skálázhatóság, biztonságosság, tesztelhetőség és érthetőség.
- Az adatbázisok megbízhatósága, rendelkezésre állása, skálázhatósága és helyreállíthatósága (RASR) fontos fogalom.
- Az atomicitás, konzisztencia, izoláció (néha integritás), tartósság ( ACID ) egy tranzakciós mérőszám.
- Biztonságkritikus rendszerekkel kapcsolatban gyakran használják a megbízhatóság, rendelkezésre állás, karbantarthatóság és biztonság ( RAMS ) rövidítéseket.
- A megbízhatóság a rendelkezésre állás, a megbízhatóság, a biztonság, az integritás és a karbantarthatóság összessége.
  - Az integritás a biztonságtól és a túlélési képességtől függ.
  - A biztonság a titoktartás, az integritás és a rendelkezésre állás összessége. A biztonságot és a megbízhatóságot gyakran együtt kezelik.

## Fordítás
Ez a szócikk részben vagy egészben  a   List of system quality attributes című angol Wikipédia-szócikk ezen változatának fordításán alapul.  Az eredeti cikk szerkesztőit annak laptörténete sorolja fel. Ez a jelzés csupán a megfogalmazás eredetét és a szerzői jogokat jelzi, nem szolgál a cikkben szereplő információk forrásmegjelöléseként.

## További olvasmányok
- Erl, Thomas. SOA: Principles of Service Design. Prentice Hall (2007). ISBN 9780132344821
- Gitzel (2007. április 30.). „Using established Web Engineering knowledge in model-driven approaches”. Science of Computer Programming 66 (2), 105–124. o. DOI:10.1016/j.scico.2006.09.001.
- Bass, Len. Software Architecture in Practice, 3rd, Addison-Wesley (2012). ISBN 9780321815736

## Kapcsolódó szócikk
- Nem funkcionális követelmény